# Alyson Noël
Alyson Noël (* 3. Dezember 1967 in Laguna Beach) ist eine US-amerikanische Schriftstellerin, die in Kalifornien lebt und arbeitet.

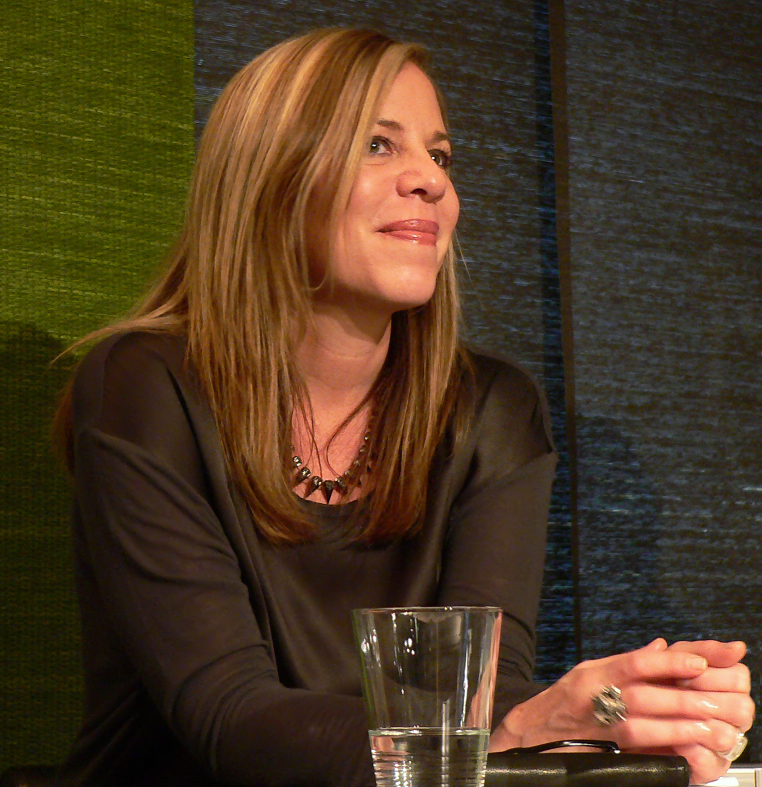
Alyson Noël (2012)

## Biografie
Alyson Noël wuchs im Orange County auf und besuchte für zwei Jahre die Richard Nixon Elementary School. Sie lebte auf Mykonos, nachdem sie die High School verlassen hatte. Danach zog sie nach Manhattan, wo sie als Stewardess für eine große Fluggesellschaft arbeitete. Heute lebt sie in Laguna Beach. Sie hatte eine Vielzahl von Jobs, zum als Beispiel Babysitter, Warenhausverkäuferin, Verwaltungsassistentin, Büromanagerin, Juwelier, T-Shirt-Bedruckerin, Rezeptionistin in einem Hotel; heute ist sie Autorin. Ihre Freizeit verbrachte sie überwiegend mit Reisen und der Loslösung aus dem vorstädtischen Lebensstil. Sie wurde bereits während ihrer Schulzeit inspiriert, Autorin zu werden, nachdem sie Bist du da, Gott? Ich bin’s, Margaret (Are You There God? It’s Me, Margaret) von Judy Blume in der sechsten Klasse gelesen hatte. Ihr erstes Werk war das Jugendbuch Faking 19, das die Lebensstile heutiger Teenager untersucht.

## Karriere
Noël schrieb die Romane Saving Zoë, Kiss & Blog, Art Geeks and Prom Queens, Cruel Summer, Laguna Cove und Fly Me to the Moon (Deutsch: Der Nächste, bitte!).
Sie ist Verfasserin einer Romanreihe, die als Die Evermore-Serie bekannt ist. Ihr erstes Buch, Evermore, das zum New-York-Times-Bestseller wurde, ist im Februar 2009 veröffentlicht worden. Die deutsche Übersetzung Evermore – Die Unsterblichen erschien im 3. Februar 2009. Das nächste Buch der Serie Blue Moon, wurde am 7. Juli 2009 veröffentlicht. Es ist wie der Vorgänger ein New York Times Bestseller. Die deutsche Übersetzung Evermore – Der blaue Mond erschien am 8. März 2010. Das dritte Buch der Serie Shadowland wurde am 17. November 2009 veröffentlicht. Die deutsche Übersetzung Evermore – Das Schattenland wurde am 16. August 2010 veröffentlicht. Das vierte Buch der Serie Dark Flame wurde am 22. Juni 2010 veröffentlicht und erschien im November 2010 in deutscher Ausgabe unter dem Titel Evermore – Das dunkle Feuer, das fünfte Buch Night Star ist am 16. November 2010 erschienen und wurde am 25. April 2011 unter dem Titel Evermore – Der Stern der Nacht auf Deutsch veröffentlicht. Das sechste und letzte Buch Everlasting erschien am 7. Juni 2011 in englischer Sprache, auf Deutsch trägt es den Titel Evermore – Für immer und ewig und erschien am 15. August 2011.
Noël schrieb außerdem eine Unsterblichen Spin-off-Serie, die The Riley Bloom Series genannt wird, mit Riley (Evers toter Schwester) als Protagonistin. Das erste Buch Radiance ist am 31. August 2010 auf Englisch erschienen. Die deutsche Übersetzung, Riley – Das Mädchen im Licht, ist am 8. Februar 2011 erschienen. Die Fortsetzung Shimmer erschien am 4. März 2011. Die deutsche Übersetzung Riley – Im Schein der Finsternis folgte am 11. Juli 2011. Der dritte Band der Serie Dreamland wurde am 13. September 2011 veröffentlicht, während die deutsche Übersetzung Riley – Die Geisterjägerin am 23. Januar 2012 veröffentlicht wurde. Der vierte und letzte Band Whisper erschien am 24. April 2012 und in der deutschen Ausgabe Riley – Der erste Kuss am 21. Mai 2012.
Die neuste Jugendbuchserie von Noël trägt den Titel The Soul Seekers. Die Serie soll vier Bücher umfassen; Fated, Echo, Mystic und Horizon. Die Bücher sollen im Englischen im Sechs-Monate-Takt veröffentlicht werden. Das erste Buch Fated erschien am 22. Mai 2012 (Deutsch: Soul Seeker – Vom Schicksal bestimmt, 10. September 2012). Der zweite Band Echo erschien 2012.

## Auszeichnungen
Alyson Noël hat für ihre Schriftstellerei viele Auszeichnungen erhalten. Ihre Werke wurden in 35 Ländern veröffentlicht und über zwei Millionen Kopien wurden allein in den Vereinigten Staaten gedruckt. Sie ist in den „USA Todays Top 100 selling books of 2009“ gelistet, sowie in den Top 10 der „Publisher’s Weekly’s Overall Bestselling Children’s Books of 2009“ und:
- Nummer 1 New York Times Bestsellerin
- USA Today Bestsellerin
- Wall Street Journal Bestsellerin
- Publisher’s Weekly Bestsellerin
- NCIBA Bestsellerin
- International Bestsellerin

Sie war auf der „CBS Early Show’s Give the Gift of Reading“ und für Seventeen Magazine’s „Hot List2 and Beach Book Club Pick“ ausgewählt. Sie wurde gewählt für:
- CBS Early Show’s „Give the Gift of Reading“
- NYPL’s „Stuff for the Teenage 2010“
- National Reader’s Choice Award winner

Sie wurde nominiert für:
- CYBIL Award
- Quill Award
- YALSA’S Teen Top Ten
- 2011 Abraham Lincoln Illinois High School Book Award
- 2009 Teen’s Top Ten
- NYLA Book of Winter Award winner
- TeenReads Best Books of 2007
- Reviewer’s Choice 2007 Top Ten

## Werke

### Die Evermore-Serie
1. Evermore – Die Unsterblichen. 2009, ISBN 978-3-442-47379-3. (Original: Evermore. 2009.)
2. Evermore – Der blaue Mond. 2010, ISBN 978-3-442-47380-9. (Original: Blue Moon. 2009.)
3. Evermore – Das Schattenland. 2010, ISBN 978-3-442-47620-6. (Original: Shadowland. 2009.)
4. Evermore – Das dunkle Feuer. 2010, ISBN 978-3-442-47621-3. (Original: Dark Flame. 2009.)
5. Evermore – Der Stern der Nacht. 2011, ISBN 978-3-442-47622-0. (Original: Night Star. 2010.)
6. Evermore – Für immer und ewig. 2011, ISBN 978-3-442-47623-7. (Original: Everlasting. 2011.)

### Die Riley-Serie
1. Riley – Das Mädchen im Licht. 2011, ISBN 978-3-442-20383-3. (Original: Radiance. 2010.)
2. Riley – Im Schein der Finsternis. 2011, ISBN 978-3-442-20384-0. (Original: Shimmer. 2010.)
3. Riley – Die Geisterjägerin. 2012, ISBN 978-3-442-20385-7. (Original: Dreamland. 2011.)
4. Riley – Der erste Kuss. 2012, ISBN 978-3-442-20386-4. (Original: Whisper. 2011.)

### Die Soul-Seeker-Serie
1. Soul Seeker – Vom Schicksal bestimmt. 2012, ISBN 978-3-442-20406-9. (Original: Fated.  2012.)
2. Soul Seeker – Das Echo des Bösen. 2013. ISBN 978-3-442-20410-6. (Original: Echo. 2012.)
3. Soul Seeker – Im Namen des Sehers. 2013, ISBN 978-3-442-20409-0. (Original: Mystic. 2013.)
4. Soul Seeker – Licht am Horizont. 2014, ISBN 978-3-442-20410-6. (Original: Horizon. 2013.)

### Beautiful Idols
1. Beautiful Idols – Die Nacht gehört dir. HarperCollins ya!, Hamburg 2017, ISBN 978-3-95967-121-7. (Original: Unrivaled. 2016)
2. Beautiful Idols – Wissen ist Macht. Harpercollins Ya!, Hamburg 2018, ISBN 978-3-95967-774-5.

### The Stolen Beauty
1. Stealing Infinity. dtv Verlag, München 2023, ISBN 978-3-423-76420-9. (Original: Stealing Infinity. 2022.)
2. Ruling Destiny. dtv Verlag, München 2023, ISBN 978-3-423-76473-5. (Original: Ruling Destiny. 2023.)
3. Chasing Eternity. dtv Verlag, München 2024, ISBN 978-3-423-76509-1. (Original: Chasing Eternity. 2024.)

### Andere Jugendbücher
- Faking 19 (2005) – (Noch) nicht ins Deutsche übersetzt
- Art Geeks and Prom Queens (2005) – (Noch) nicht ins Deutsche übersetzt
- Laguna Cove (2006) – (Noch) nicht ins Deutsche übersetzt
- Kiss & Blog (2007) – (Noch) nicht ins Deutsche übersetzt
- Saving Zoë (2007) – (Noch) nicht ins Deutsche übersetzt
- Der Nächste, bitte!: Eine romantische Komödie. 2010, ISBN 978-3-426-50626-4. (Original: Fly Me to the Moon. 2006.)
- Hibiskussommer oder auch "Der beste Sommer überhaupt". 2011, ISBN 978-3-570-15289-8 oder 978-357401880. (Original: Cruel Sommer. 2008.)

## Verfilmungen
Am 28. März 2011 gab Alyson Noël bekannt, dass die Filmrechte aller 6 Bücher der Evermore-Serie inklusive der Spin-offs von Summit Entertainment gekauft wurden.